# Дочка степів
«Дочка степів» — радянський чорно-білий художній фільм, знятий режисерами Шакеном Аймановим і Карлом Гаккелем в 1954 році на Алма-Атинській кіностудії художніх і хронікальних фільмів. Прем'єра фільму відбулася 1 квітня 1955 року.

## Сюжет
На землях Казахстану встановлено Радянську владу. Багач Актамбай вирішує врятувати від націоналізації і перегнати свої отари за кордон. Таємні стежки для переходу за кордон знає тільки молодий чабан Молбагар. Актамбай обіцяє за допомогу в переході кордону віддати хлопцеві в дружини бідну дівчину-сироту Нуржамал. Але дівчина, яка не любить його, не хоче бути його дружиною, і Малбагар відпускає її. Минув час, дівчина закінчує медінститут і повертається додому. Тут поряд з лікуванням односельчан, вона працює над проблемою використання цілющих властивостей деяких трав. Після початку Великої Вітчизняної війни лікар Нуржамал відправляється на фронт, де застосовує відкритий нею препарат для лікування ран. Після закінчення війни Нуржамал стає викладачем медінституту і читає з професорської кафедри лекції студентам.

## У ролях
- Замзагуль Шаріпова — Нуржамал
- Світлана Назарова — Нуржамал в дитинстві
- Володимир Мухараєв — Мурат
- Єрдан Танибеков — Мурат в дитинстві
- Валентина Харламова — Любов Петрівна
- Капан Бадиров — Бектас
- Жагда Огузбаєв — Малбагар
- Сайфулла Тельгараєв — Максут
- Бібігуль Тулегенова — Карашаш
- Лідія Власова — Маша Струміліна
- Хадіша Жиєнкулова — Гюльсара
- Шолпан Джандарбекова — Зіяда
- Нурмухан Жантурін — Керім
- Єлюбай Умурзаков — Актанбай
- Камал Кармисов — Алімхан
- Капан Бадиров — Бектас
- Майра Абусеїтова — епізод
- Хабіба Єлєбєкова — епізод
- Світлана Зима — епізод
- Серали Кожамкулов — епізод
- Сабіра Майканова — епізод
- Бікен Рімова — Гулі, санітарка
- Гульзіпа Сиздикова — епізод
- Ахат Толубаєв — епізод
- Аміна Умурзакова — Нуржан (немає в титрах)
- Зінаїда Морська — лікар (немає в титрах)
- Євген Діордієв — епізод (немає в титрах)
- Жанія Нуркатова — епізод (немає в титрах)

## Знімальна група
- Режисери — Шакен Айманов, Карл Гаккель
- Сценарій — Роман Фатуєв
- Головний оператор — Михайло Аранишев
- Композитор — Євген Брусиловський
- Художник-постановник — Павло Зальцман
- Звукооператор — В. Костєльцев
- Другий режисер — А. Слободник
- Оператори — І. Тинишпаєв, А. Коваль, А. Винокуров
- Художники — Ю. Вайншток, Ю. Мінгазітінов
- Художник по костюмам — В. Колоденко
- Монтажер — Р. Джангазіна
- Грим — С. Гуськов, С. Умарова
- Асистенти режисера — Г. Сулейменова, А. Хлинова
- Асистент оператора — С. Шаріпов
- Текст пісень — Дмитро Снєгін
- Оркестр Міністерства культури СРСР
- Диригенти — Газіз Дугашев, Віктор Кнушевицький
- Директор картини — А. Шевелєв